# AB M-film
AB M-film i Stockholm var ett svenskt filmproduktionsbolag bildat 1934. Det ombildades 1935 till aktiebolag. Ägare var Lorens Marmstedt och bröderna Otto och Wilhelm Scheutz. Den stora satsningen på tre filmer 1935 blev för mycket för bolaget och Svensk Filmindustri tog över produktionen av två av dem, Äktenskapsleken och Kungen kommer. Den tredje filmen, som hade arbetstiteln "Tre flickor i en båt", togs över av National Fim AB. Den senare färdigställda filmen fick titeln Skeppsbrutne Max.

## Filmproduktioner
- 1934 – Pettersson - Sverige
- 1935 – Äktenskapsleken
- 1936 – Kungen kommer
- 1936 – Rendezvous im Paradies
- 1936 – Skeppsbrutne Max